# 찬델라 왕조
찬델라 왕조는 중앙인도에 존재했던 중세 인도의 왕조이다. 찬델라 왕조는 9세기와 13세기 사이에 분델칸트 지역(당시에는 제자카부크티라고 불림)의 많은 부분을 지배했다. 그들은 라지푸트의 찬델 씨족에 속했다.
찬델라 가문은 처음에 칸야쿠브자의 프라티하라 왕조의 봉신으로서 통치했다. 10세기 찬델라의 통치자 야쇼바르만은 프라티하라의 종주권을 계속 인정했지만 실질적으로 독립했다. 그의 후계자인 당가 무렵, 찬델라 가문은 주권 왕조가 되었다. 이웃 왕조들, 특히 말와의 파라마라 왕조와 트리푸리의 칼라추리 왕조와 전투를 벌이면서 그들의 권력은 상승하고 하락했다. 11세기 이후부터, 찬델라 가문은 가즈나 왕조와 고르 왕조를 포함한 북부 이슬람 왕조의 급습에 직면했다. 차하마나와 고르 왕조의 침략 이후, 찬델라 가문의 권력은 13세기 초쯤에 사실상 끝났다.
찬델라 왕조는 예술과 건축으로 잘 알려져 있는데, 특히 그들의 원래 수도인 카주라호에 있는 사원들로 유명하다. 그들은 또한 아자이가르, 칼린자르, 그리고 그들의 이후 수도인 마호바의 거점을 포함하여, 다른 곳들의 사원들, 수역들, 궁전들, 요새들을 의뢰했다.